# Diócesis de Romblón
La diócesis de Romblón (en latín: Dioecesis Rombloniensis, en inglés: Roman Catholic Diocese of Romblon y en tagalo: Diyosesis ng Romblon) es una circunscripción eclesiástica de la Iglesia católica en Filipinas. Se trata de una diócesis latina, sufragánea de la arquidiócesis de Cápiz. Desde el 15 de octubre de 2013 su obispo es Narciso Villaver Abellana, de los Misioneros del Sagrado Corazón.

## Territorio y organización
La diócesis tiene 1567 km² y extiende su jurisdicción sobre los fieles católicos de rito latino residentes en la provincia de Romblón en la región Tagala Sudoccidental.
La sede de la diócesis se encuentra en la ciudad de Romblón, en donde se halla la Catedral de San José.
En 2020 en la diócesis existían 26 parroquias.

## Historia
La diócesis fue erigida el 19 de diciembre de 1974 con la bula Christi Ecclesia del papa Pablo VI, obteniendo el territorio de la diócesis de Cápiz (hoy arquidiócesis) y del vicariato apostólico de Calapán.
Originalmente sufragánea de la arquidiócesis de Jaro, el 17 de enero de 1976 pasó a formar parte de la provincia eclesiástica de la arquidiócesis de Cápiz.

## Estadísticas
Según el Anuario Pontificio 2021 la diócesis tenía a fines de 2020 un total de 455 600 fieles bautizados.
| Año                                                                             | Población            | Población | Población      | Sacerdotes | Sacerdotes    | Sacerdotes    | Bautizados por sacerdote | Diáconos permanentes | Religiosos | Religiosos | Parroquias |
| Año                                                                             | Bautizados católicos | Total     | % de católicos | Total      | Clero secular | Clero regular | Bautizados por sacerdote | Diáconos permanentes | Varones    | Mujeres    | Parroquias |
| ------------------------------------------------------------------------------- | -------------------- | --------- | -------------- | ---------- | ------------- | ------------- | ------------------------ | -------------------- | ---------- | ---------- | ---------- |
| 1980                                                                            | 166 328              | 195 680   | 85.0           | 18         | 17            | 1             | 9240                     |                      | 2          | 7          | 15         |
| 1990                                                                            | 194 150              | 229 764   | 84.5           | 24         | 24            |               | 8089                     |                      |            | 16         | 21         |
| 1998                                                                            | 184 388              | 290 138   | 63.6           | 34         | 33            | 1             | 5423                     |                      | 1          | 34         | 25         |
| 2001                                                                            | 170 123              | 227 532   | 74.8           | 33         | 32            | 1             | 5155                     |                      | 1          | 21         | 25         |
| 2002                                                                            | 196 175              | 264 034   | 74.3           | 39         | 38            | 1             | 5030                     |                      | 1          | 37         | 26         |
| 2003                                                                            | 189 425              | 264 081   | 71.7           | 35         | 34            | 1             | 5412                     |                      | 2          | 25         | 26         |
| 2004                                                                            | 192 128              | 264 351   | 72.7           | 34         | 32            | 2             | 5650                     |                      | 2          | 35         | 26         |
| 2010                                                                            | 258 176              | 312 000   | 82.7           | 37         | 35            | 2             | 6977                     |                      | 2          | 52         | 26         |
| 2014                                                                            | 315 642              | 410 867   | 76.8           | 38         | 37            | 1             | 8306                     |                      | 4          | 47         | 26         |
| 2017                                                                            | 434 955              | 534 550   | 81.4           | 46         | 45            | 1             | 9455                     |                      | 3          | 35         | 26         |
| 2020                                                                            | 455 600              | 559 530   | 81.4           | 42         | 41            | 1             | 10 847                   |                      | 4          | 40         | 26         |
| Fuente: Catholic-Hierarchy, que a su vez toma los datos del Anuario Pontificio. |                      |           |                |            |               |               |                          |                      |            |            |            |

## Episcopologio
- Nicolas Mollenedo Mondejar † (19 de diciembre de 1974-21 de noviembre de 1987 nombrado obispo de San Carlos)
- Vicente Salgado y Garrucho † (30 de mayo de 1988-30 de enero de 1997 renunció)
- Arturo Mandin Bastes, S.V.D. (3 de julio de 1997-25 de julio de 2002 nombrado obispo coadjutor de Sorsogón)
- Jose Corazon Tumbagahan Tala-oc (11 de junio de 2003-25 de mayo de 2011 nombrado obispo de Kalibo)
  - Sede vacante (2011-2013)
- Narciso Villaver Abellana, M.S.C., desde el 15 de octubre de 2013